# 티뷰론섬

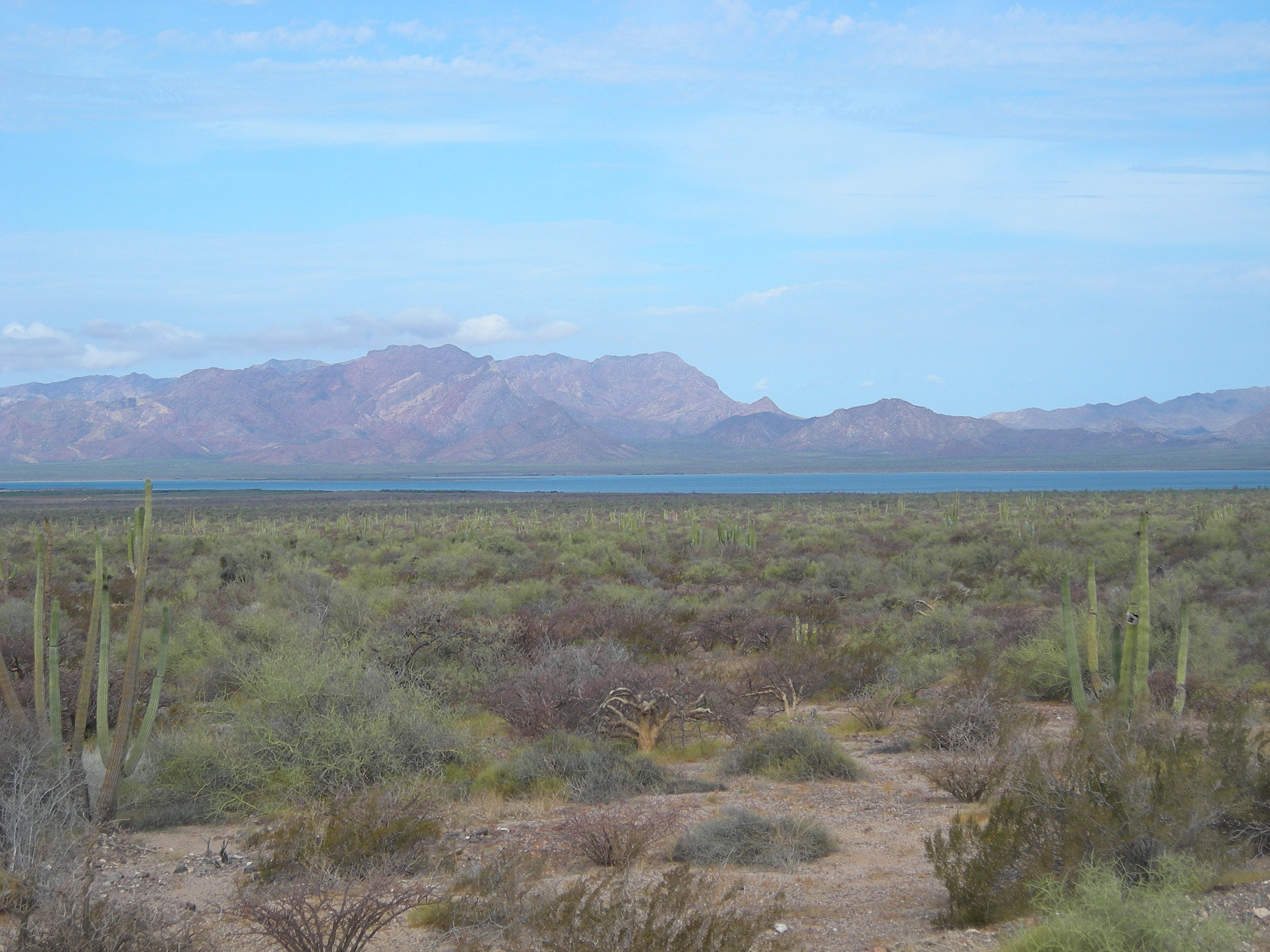

티뷰론섬(Tiburón Island)은 캘리포니아만에서 가장 큰 섬이자 멕시코에서 가장 큰 섬으로, 면적은 1,201km²(464제곱마일)이다. 이 섬은 사람이 살지 않는 무인도이며, 1963년 아돌포 로페스 마테오스 대통령에 의해 자연보전지역으로 지정되었다.

## 지리
티뷰론섬은 멕시코 소노라주와 에르모시요 자치구에 속하며, 에르모시요시와 거의 같은 위도에 위치해 있다. 캘리포니아 만 동쪽 해안, 이슬라 앙헬 데 라 과르다 맞은편에 위치해 있으며, 미드리프 제도 또는 이슬라스 그란데스로 알려진 여러 섬의 일부이다.
이 섬에는 화산 활동으로 형성된 험준한 산맥이 있다.